# حارة الرحبي (الصافية)
حارة الرحبي هي إحدى حارات حي الصافية بمديرية الصافية إحد مديريات العاصمة اليمنية صنعاء، بلغ تعداد سكانها 939 نسمة حسب تعداد اليمن لعام 2004.